# Rowlandius chinoi
Espèce
Rowlandius chinoi est une espèce de schizomides de la famille des Hubbardiidae.

## Distribution
Cette espèce est endémique de Porto Rico. Elle se rencontre dans les grottes Aguas Buenas Caves.

## Description
Le mâle holotype mesure 3,53 mm et la femelle paratype 4,16 mm.

## Étymologie
Cette espèce est nommée en l'honneur de José Luis Gómez Cabrera dit Chino.

## Publication originale
- Armas, 2010 : Nuevos arácnidos de Puerto Rico (Arachnida: Amblypygi, Araneae, Opiliones, Parasitiformes, Schizomida, Scorpiones). Boletín de la Sociedad Entomológica Aragonesa, vol. 47, p. 55‒64 (texte intégral).